# Anthony Rouault
Anthony Rouault (Villeneuve-sur-Lot, 29 maggio 2001) è un calciatore francese, difensore del Rennes.

## Carriera
Cresciuto nel settore giovanile del Tolosa, il 13 agosto 2019 ha firmato il primo contratto professionistico con il club francese, di durata triennale. Ha esordito in prima squadra il 17 ottobre 2020, nella partita di campionato vinta per 0-1 contro l'Ajaccio, mentre ha segnato la prima rete in carriera il 31 luglio 2021, in occasione dell'incontro vinto per 0-4 contro il Nancy.
Il 13 agosto seguente prolunga con i bianco-viola fino al 2024; al termine della stagione conquista la promozione in Ligue 1, venendo incluso nella rosa dei migliori giocatori del campionato.

## Statistiche

### Presenze e reti nei club
Statistiche aggiornate al 29 aprile 2023.
| Stagione        | Squadra         | Campionato      | Campionato | Campionato | Coppe nazionali | Coppe nazionali | Coppe nazionali | Coppe continentali | Coppe continentali | Coppe continentali | Altre coppe | Altre coppe | Altre coppe | Totale | Totale |
| Stagione        | Squadra         | Comp            | Pres       | Reti       | Comp            | Pres            | Reti            | Comp               | Pres               | Reti               | Comp        | Pres        | Reti        | Pres   | Reti   |
| --------------- | --------------- | --------------- | ---------- | ---------- | --------------- | --------------- | --------------- | ------------------ | ------------------ | ------------------ | ----------- | ----------- | ----------- | ------ | ------ |
| 2018-2019       | Tolosa 2        | N3              | 8          | 0          |                 | -               | -               |                    | -                  | -                  |             | -           | -           | 8      | 0      |
| 2019-2020       | Tolosa 2        | N3              | 8          | 0          |                 | -               | -               |                    | -                  | -                  |             | -           | -           | 8      | 0      |
| 2020-2021       | Tolosa 2        | N3              | 1          | 1          |                 | -               | -               |                    | -                  | -                  |             | -           | -           | 1      | 1      |
| Totale Tolosa 2 | Totale Tolosa 2 | Totale Tolosa 2 | 17         | 1          |                 | -               | -               |                    | -                  | -                  |             | -           | -           | 17     | 1      |
| 2020-2021       | Tolosa          | L2              | 15         | 0          | CF              | 3               | 0               |                    | -                  | -                  |             | -           | -           | 18     | 0      |
| 2021-2022       | Tolosa          | L2              | 27         | 4          | CF              | 1               | 0               |                    | -                  | -                  |             | -           | -           | 28     | 4      |
| 2022-2023       | Tolosa          | L1              | 32         | 2          | CF              | 3               | 0               |                    | -                  | -                  |             | -           | -           | 35     | 2      |
| Totale Tolosa   | Totale Tolosa   | Totale Tolosa   | 74         | 6          |                 | 7               | 0               |                    | -                  | -                  |             | -           | -           | 81     | 6      |
| Totale carriera | Totale carriera | Totale carriera | 91         | 7          |                 | 7               | 0               |                    | -                  | -                  |             | -           | -           | 98     | 7      |

## Palmarès

### Club

#### Competizioni nazionali
- Ligue 2: 1

Tolosa: 2021-2022
- Coppa di Francia: 1

Tolosa: 2022-2023